# Урара Ашікава
Урара Ашікава (яп. 芦川うらら; Urara Ashikawa, нар. 8 березня 2003, Шідзуока, Японія) — японська гімнастка, чемпіонка світу. Учасниця Олімпійських ігор.

## Спортивна кар'єра
2019
Дебютувала у складі дорослої збірної Японії на етапі кубку світу в Котбусі, Німеччина, де з результатом 13.700 балів здобула перемогу у вправі на колоді.

#### 2020
На другому етапі кубку світу в кар'єрі, який проходив в Мельбурні, Австралія, з результатом 13.300 балів здобула другу перемогу на колоді поспіль.
На кубку світу в Баку, Азербайджан, через коронавірус результати було встановлено за підсумками кваліфікації, що дозволило з результатом 13,850 балів здобути перемогу у вправі на колоді та з трьома перемогами в серії етапів Кубка світу в окремих видах 2018—2020 років не залишила теоретичних шансів суперницям випередити її в боротьбі за індивідуальну олімпійську ліцензію на цьому снаряді.

## Результати на турнірах
| Рік  | Змагання                | КБ | ІБ | Опорний стрибок | Різновисокі бруси | Колода | Вільні вправи |
| ---- | ----------------------- | -- | -- | --------------- | ----------------- | ------ | ------------- |
| 2019 | Кубок світу в Котбусі   |    |    |                 |                   | 1      |               |
| 2020 | Кубок світу в Мельбурні |    |    |                 |                   | 1      |               |
| 2020 | Кубок світу в Баку      |    |    |                 |                   | 1      |               |
| 2021 | Олімпійські ігри        |    |    |                 |                   | 6      |               |
| 2021 | Чемпіонат світу         |    |    |                 |                   | 1      |               |

*результати встановлено за підсумками кваліфікації